# Snowboard de randonnée
Le snowboard de randonnée ou snowrando est un sport d'hiver consistant à pratiquer le snowboard sans utilisation de remontées mécaniques, à l'instar du ski de randonnée.

## Le matériel utilisé

### Montée
La montée peut se faire :
- À pieds si la neige est suffisamment dure
- En raquettes à neige
- En skis d'approche
- En Split-Board
- Éventuellement, des crampons, avec ou sans piolet
- Les bâtons télescopiques sont nécessaires

### Descente
Les snowboards les plus adaptés pour cette pratique sont les snowboards de type freeride ou en queue d'hirondelle car ces planches sont idéales pour le hors-piste.
Les planches peuvent être montées indifféremment en soft boots ou en hard boots, le choix dépendant autant du gout du surfeur à la descente que des contraintes du matériel de montée: par exemple les skis d'approche équipés en low-tech sont beaucoup plus légers que les skis d'approche à fixation à coque.

### Sécurité
La trilogie ARVA-pelle-sonde est évidemment nécessaire en raison des risques d'avalanche liés au milieu dans lequel évoluent les pratiquants.
Le port du casque est recommandé.

## Différences avec le ski de randonnée
La différence principale vient du fait que le matériel de descente est porté (ou trainé) à la montée; hormis dans le cas du split-board.
C'est pour cette raison que la montée est plus lente qu'en ski. De plus le matériel de montée devant être léger (car porté sur le dos à la descente), il est en général moins performant qu'une paire de skis. Par exemple, les raquettes ne permettent pas de glisser et s'enfoncent plus dans les neiges molles.
C'est à la descente que l'utilisation d'un snowboard au lieu de skis trouve sa justification. En effet, le snowboard a la capacité de s'adapter à tout type de neige, y compris les neiges qui ne sont pas agréables à skier.